# Pinanga tenella
Pinanga tenella är en enhjärtbladig växtart som först beskrevs av Hermann Wendland, och fick sitt nu gällande namn av Rudolph Herman Scheffer. Pinanga tenella ingår i släktet Pinanga och familjen Arecaceae.

## Underarter
Arten delas in i följande underarter:
- P. t. tenella
- P. t. tenuissima